# Diplolaemus sexcinctus
Espèce
Diplolaemus sexcinctus est une espèce de sauriens de la famille des Leiosauridae.

## Répartition
Cette espèce est endémique de la province de Río Negro en Argentine.

## Publication originale
- Cei, Scolaro & Videla, 2003 : A taxonomic revision of recognized Argentine species of the leiosaurid genus Diplolaemus (Reptilia, Squamata, Leiosauridae). Facena, vol. 19, p. 87-106 (texte intégral).